# Francis Gano Benedict
Francis Gano Benedict (3 de octubre de 1870 – 14 de abril de 1957) fue un químico, fisiólogo, y nutricionista estadounidense que desarrolló un calorímetro y un espirómetro utilizados para determinar el consumo de oxígeno y medir el índice metabólico.

## Semblanza
Benedict nació en Milwaukee, Wisconsin. Asistió a la Universidad de Harvard, donde se graduó en 1893 y obtuvo su maestría en 1894. Se doctoró magna cum laude, en la Universidad de Heidelberg en 1895. Enseñó en la Universidad Wesleyana y trabajó para el Departamento de Agricultura de EE. UU., siendo elegido miembro de la Academia Americana de Artes y Ciencias en 1909.
Después de su jubilación en 1937 pronunció una serie de conferencias sobre ilusionismo. Murió en su casa de Machiasport, Maine, a los 86 años de edad.

## Reconocimientos
- El cráter lunar Benedict lleva este nombre en su honor.